# آيت أومكداول الموضع (بين الويدان)
آيت أومكداول الموضع هي إحدى مشيخات المملكة المغربية، تتبع جغرافيا لإقليم أزيلال وإداريًا لبين الويدان. يقدر عدد سكانها بـ 1657 نسمة حسب الإحصاء الرسمي للسكان والسكنى لسنة 2004.